# Rogeria foreli
Rogeria foreli är en myrart som beskrevs av Carlo Emery 1894. Rogeria foreli ingår i släktet Rogeria och familjen myror.

## Underarter
Arten delas in i följande underarter:
- R. f. foreli
- R. f. gaigei

## Bildgalleri

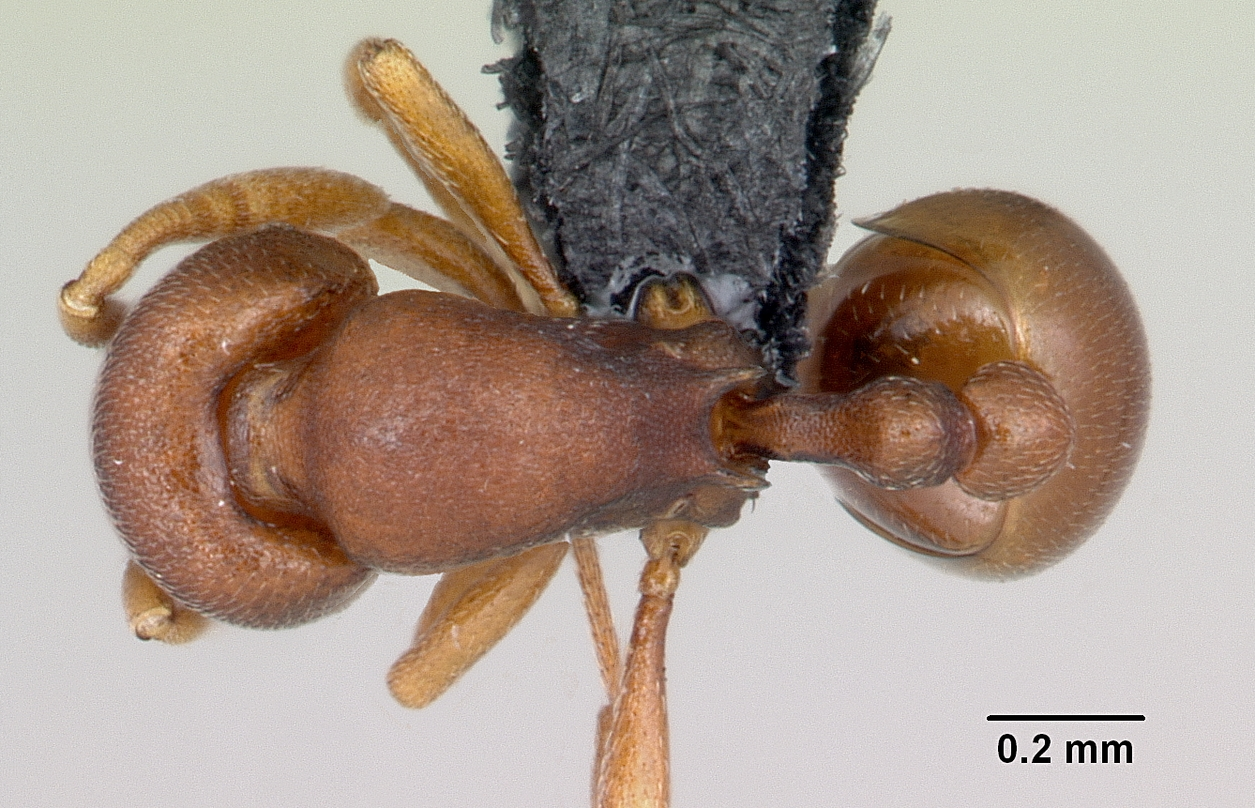
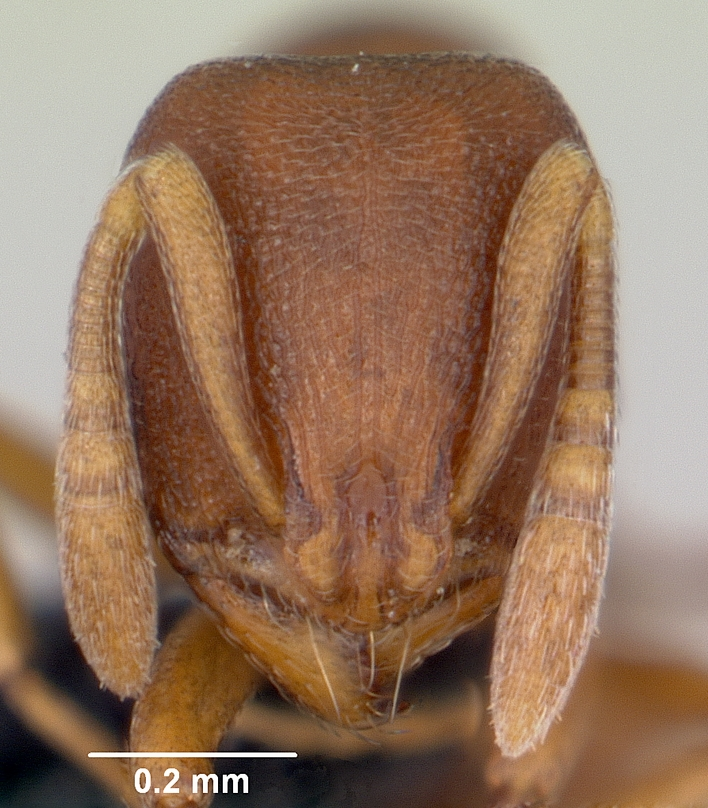
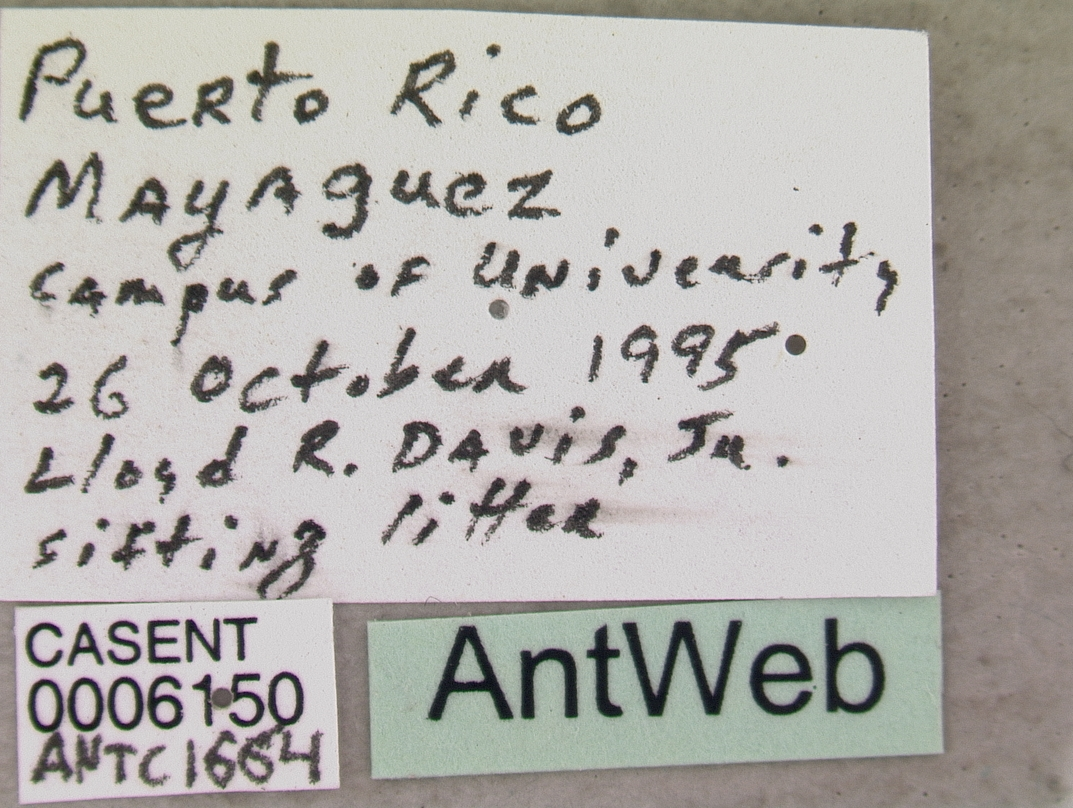
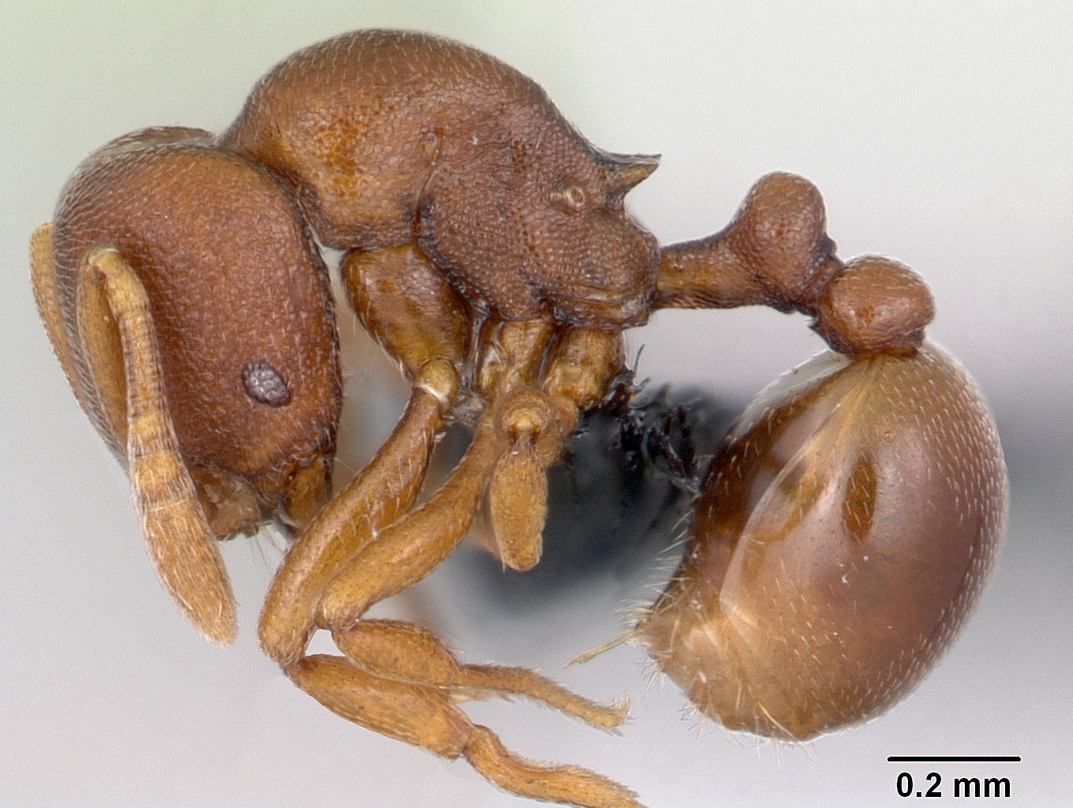
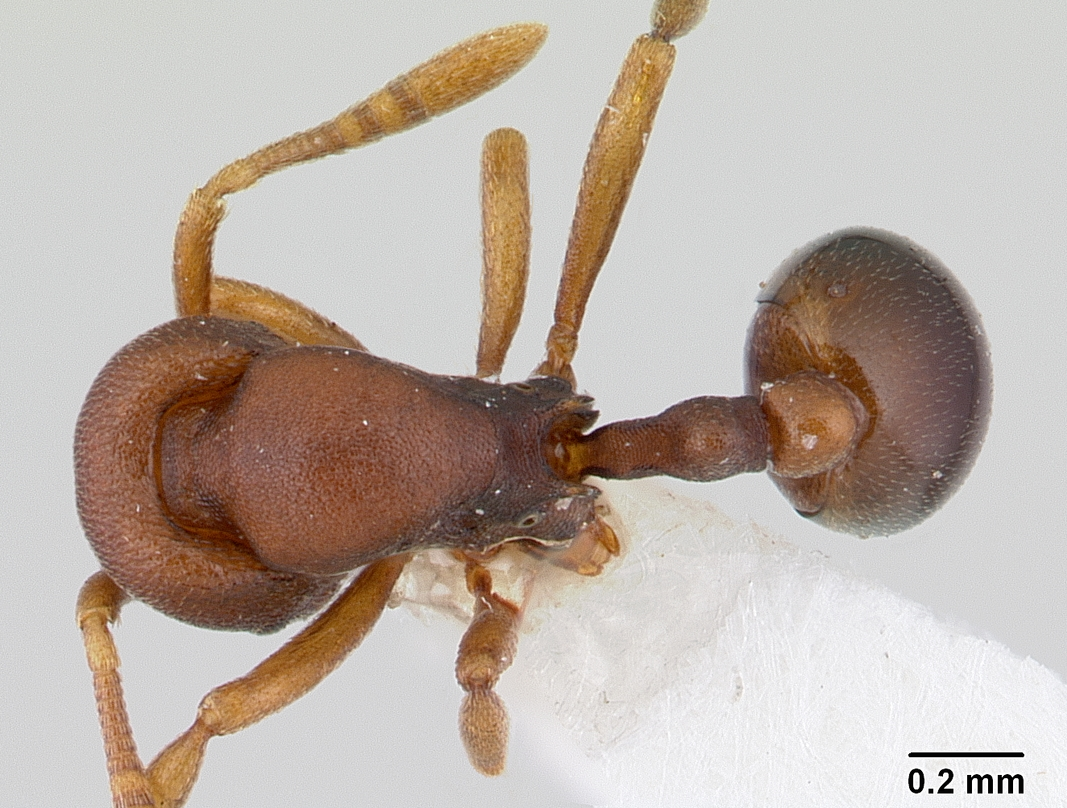
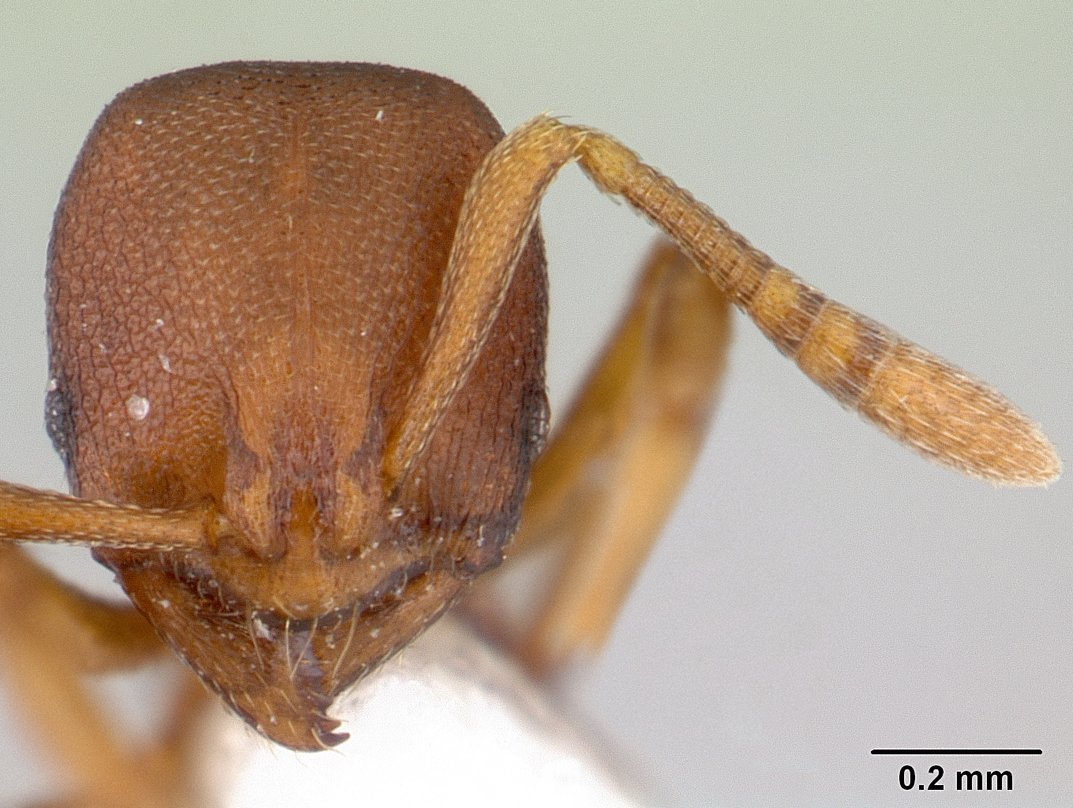